# Bissau d'Isabel
Bissau d'Isabel és un documental luso-guineà realitzat i escrit per Sana Na N'Hada. Fou exhibit al Palácio da Cultura Ildo Lobo el 22 de març de 2006 i a Cá Dja’r Fogo el 28 de desembre del mateix any a Cap Verd. Va guanyar el premi RTP África al millor documental al Festival Imagens.

## Argument
A Guinea Bissau hi ha uns vint-i-un grups ètnics amb tradicions i dialectes totalment diferents. A través d'Isabel, la protagonista de la pel·lícula, i la seva vida privada, descobrim Bissau, una ciutat en permanent efervescència on creix el desig de futur.